# Premier League Darts 2018
De Betway Premier League Darts 2018 was de veertiende editie van het jaarlijkse dartstoernooi georganiseerd door de PDC. Het toernooi liep van 1 februari tot 17 mei 2018. De titelverdediger van het toernooi was Michael van Gerwen. Hij won in de vorige editie zijn derde Premier League-titel door Peter Wright in de finale met 11–10 te verslaan. Deze editie wist hij zijn titel succesvol te verdedigen door Michael Smith in de finale met 11-4 te verslaan.

## Spelers
De top 4 van de PDC Order of Merit was automatisch gekwalificeerd voor deelname aan de Premier League Darts. Voor de editie van 2018 waren dit: Michael van Gerwen, Peter Wright, Rob Cross en Gary Anderson.
De andere zes spelers mochten deelnemen dankzij het verkrijgen van een wildcard. De PDC maakte op 1 januari 2018, direct na de finale van het PDC World Darts Championship 2018, het tienhoofdige deelnemersveld voor de Premier League Darts 2018 bekend.
| Speler                | Aantal deelnames in de Premier League | Aantal deelnames op rij | Positie op de PDC Order of Merit | Beste resultaat            | Kwalificatie       |
| --------------------- | ------------------------------------- | ----------------------- | -------------------------------- | -------------------------- | ------------------ |
| Michael van Gerwen    | 6e                                    | 6                       | 1                                | Winnaar (2013, 2016, 2017) | PDC Order of Merit |
| Peter Wright          | 5e                                    | 5                       | 2                                | Runner-up (2017)           | PDC Order of Merit |
| Rob Cross             | 1e                                    | 1                       | 3                                | Debuut                     | PDC Order of Merit |
| Gary Anderson         | 8e                                    | 8                       | 4                                | Winnaar (2011, 2015)       | PDC Order of Merit |
| Daryl Gurney          | 1e                                    | 1                       | 5                                | Debuut                     |                    |
| Mensur Suljovic       | 1e                                    | 1                       | 6                                | Debuut                     |                    |
| Simon Whitlock        | 6e                                    | 1                       | 8                                | Tweede (2012)              |                    |
| Raymond van Barneveld | 13e                                   | 13                      | 10                               | Winnaar (2014)             |                    |
| Michael Smith         | 2e                                    | 1                       | 11                               | 10e (2016)                 |                    |
| Gerwyn Price          | 1e                                    | 1                       | 12                               | Debuut                     |                    |

## Speelsteden/-gelegenheden
Dit jaar werd de Premier League Darts wederom in Nederland gehouden. Door een afgelaste avond in Exeter werd er zelfs een extra avond in Nederland georganiseerd. Tijdens speelronde 11 en 12 speelden de spelers in Ahoy Rotterdam. Daarnaast maakte de Premier League voor het eerst de reis naar Duitsland. In speelronde 4 werd er gespeeld in de Mercedes-Benz Arena te Berlijn.
| Dublin                              | Cardiff                               | Newcastle                               | Berlijn                                          |
| ----------------------------------- | ------------------------------------- | --------------------------------------- | ------------------------------------------------ |
| 3Arena Donderdag 1 februari         | Motorpoint Arena Donderdag 8 februari | Metro Radio Arena Donderdag 15 februari | Mercedes-Benz Arena Donderdag 22 februari        |
|                                     |                                       |                                         |                                                  |
| Exeter                              | Leeds                                 | Nottingham                              | Glasgow                                          |
| Westpoint Arena Donderdag 1 maart   | First Direct Arena Donderdag 8 maart  | Motorpoint Arena Donderdag 15 maart     | SSE Hydro Donderdag 22 maart                     |
|                                     |                                       |                                         |                                                  |
| Belfast                             | Liverpool                             | Sheffield                               | Rotterdam                                        |
| The SSE Arena Donderdag 29 maart    | Echo Arena Donderdag 5 april          | FlyDSA Arena Donderdag 12 april         | Ahoy Rotterdam Woensdag 18 en donderdag 19 april |
|                                     |                                       |                                         |                                                  |
| Manchester                          | Birmingham                            | Aberdeen                                | Londen                                           |
| Manchester Arena Donderdag 26 april | Barclaycard Arena Donderdag 3 mei     | GE Gas & Oil Arena Donderdag 10 mei     | The O2 Donderdag 17 mei                          |
|                                     |                                       |                                         |                                                  |

## Prijzengeld
Het prijzengeld was ten opzichte van de vorige editie in 2017 gelijk gebleven op £825.000.
| Plaats                       | Prijzengeld (Totaal: £825.000) |
| ---------------------------- | ------------------------------ |
| Winnaar                      | £250.000                       |
| Runner-up                    | £120.000                       |
| Halvefinalist                | £80.000                        |
| Koploper (na 15 speelrondes) | £25.000                        |
| 5e plaats                    | £65.000                        |
| 6e plaats                    | £55.000                        |
| 7e plaats                    | £50.000                        |
| 8e plaats                    | £45.000                        |
| 9e plaats                    | £30.000                        |
| 10e plaats                   | £25.000                        |

## Statistieken

### Groepsfase
| Positie | Naam                  | Gespeeld | Winst | Gelijk | Verlies | Legs voor | Legs tegen | +/− | Breaks | Gem.   | Punten | 180's |
| ------- | --------------------- | -------- | ----- | ------ | ------- | --------- | ---------- | --- | ------ | ------ | ------ | ----- |
| 1.      | Michael van Gerwen    | 16       | 11    | 1      | 4       | 103       | 60         | +43 | 37     | 102.12 | 23     | 56    |
| 2.      | Michael Smith         | 16       | 9     | 2      | 5       | 90        | 66         | +24 | 38     | 94.40  | 20     | 41    |
| 3.      | Gary Anderson         | 16       | 8     | 3      | 5       | 95        | 80         | +15 | 32     | 98.94  | 19     | 57    |
| 4.      | Rob Cross             | 16       | 8     | 3      | 5       | 87        | 82         | +5  | 31     | 93.91  | 19     | 54    |
| 5.      | Daryl Gurney          | 16       | 4     | 8      | 4       | 89        | 88         | +1  | 28     | 92.75  | 16     | 67    |
| 6.      | Raymond van Barneveld | 16       | 6     | 4      | 6       | 80        | 88         | -8  | 27     | 96.06  | 16     | 42    |
| 7.      | Peter Wright          | 16       | 4     | 6      | 6       | 74        | 94         | -20 | 26     | 96.77  | 14     | 31    |
| 8.      | Simon Whitlock        | 16       | 5     | 3      | 8       | 74        | 92         | -18 | 23     | 90.76  | 13     | 43    |
| 9.      | Mensur Suljović       | 9        | 2     | 0      | 7       | 40        | 53         | -13 | 12     | 99.07  | 4      | 14    |
| 10.     | Gerwyn Price          | 9        | 0     | 2      | 7       | 32        | 61         | -29 | 12     | 89.89  | 2      | 11    |

| Legenda kleuren in de tabellen  |
| ------------------------------- |
| Geplaatst voor play-offs        |
| Na de tweede fase uitgeschakeld |
| Uitgeschakeld                   |

### Positie per ronde
| Speler                | Ronde | Ronde | Ronde | Ronde | Ronde | Ronde | Ronde | Ronde | Ronde | Ronde | Ronde | Ronde | Ronde | Ronde | Ronde |
| Speler                | 1     | 2     | 3     | 4     | 5     | 6     | 7     | 8     | 9     | 10    | 11    | 12    | 13    | 14    | 15    |
| --------------------- | ----- | ----- | ----- | ----- | ----- | ----- | ----- | ----- | ----- | ----- | ----- | ----- | ----- | ----- | ----- |
| Michael van Gerwen    | 1     | 5     | 3     | 2     | 1     | 1     | 1     | 1     | 1     | 1     | 1     | 1     | 1     | 1     | 1     |
| Michael Smith         | 3     | 2     | 2     | 1     | 2     | 2     | 2     | 2     | 2     | 2     | 4     | 4     | 2     | 2     | 2     |
| Gary Anderson         | 9     | 6     | 6     | 6     | 7     | 6     | 5     | 4     | 5     | 4     | 3     | 2     | 4     | 4     | 3     |
| Rob Cross             | 10    | 10    | 9     | 5     | 4     | 3     | 3     | 3     | 3     | 3     | 2     | 3     | 3     | 3     | 4     |
| Daryl Gurney          | 5     | 7     | 7     | 9     | 9     | 8     | 7     | 7     | 6     | 5     | 5     | 5     | 5     | 5     | 5     |
| Raymond van Barneveld | 4     | 3     | 5     | 7     | 5     | 5     | 4     | 6     | 7     | 7     | 7     | 6     | 6     | 6     | 6     |
| Peter Wright          | 7     | 4     | 4     | 4     | 8     | 9     | 9     | 8     | 8     | 8     | 8     | 7     | 8     | 7     | 7     |
| Simon Whitlock        | 2     | 1     | 1     | 3     | 3     | 4     | 6     | 5     | 4     | 6     | 6     | 8     | 7     | 8     | 8     |
| Mensur Suljović       | 8     | 9     | 10    | 8     | 6     | 7     | 8     | 9     | 9     | 9     | 9     | 9     | 9     | 9     | 9     |
| Gerwyn Price          | 6     | 8     | 8     | 10    | 10    | 10    | 10    | 10    | 10    | 10    | 10    | 10    | 10    | 10    | 10    |

### Toernooireeks
| Speler                | Ronde   | Ronde   | Ronde   | Ronde   | Ronde   | Ronde   | Ronde   | Ronde   | Ronde   | Ronde | Ronde   | Ronde   | Ronde   | Ronde   | Ronde   | Ronde   | Ronde   | Ronde   | Ronde   | Ronde   |   | Play-Offs | Play-Offs |
| Speler                | 1e Fase | 1e Fase | 1e Fase | 1e Fase | 1e Fase | 1e Fase | 1e Fase | 1e Fase | 1e Fase |       | 2e Fase | 2e Fase | 2e Fase | 2e Fase | 2e Fase | 2e Fase | 2e Fase | 2e Fase | 2e Fase | 2e Fase |   | Play-Offs | Play-Offs |
| Speler                | 1       | 2       | 3       | 4       | 5       | 6       | 7       | 8       | 9       | 10    | 10      | 11      | 11      | 12      | 12      | 13      | 13      | 14      | 15      | HF      | F |           |           |
| --------------------- | ------- | ------- | ------- | ------- | ------- | ------- | ------- | ------- | ------- | ----- | ------- | ------- | ------- | ------- | ------- | ------- | ------- | ------- | ------- | ------- | - | --------- | --------- |
| Michael van Gerwen    | W       | V       | W       | W       | W       | W       | W       | W       | W       | W     | W       | V       | V       | V       | V       | G       | W       | W       | V       | W       | W |           |           |
| Michael Smith         | W       | W       | W       | W       | V       | W       | V       | W       | W       | V     | V       | V       | V       | W       | W       | V       | W       | G       | G       | W       | V |           |           |
| Gary Anderson         | V       | W       | V       | G       | G       | G       | W       | W       | V       | W     | W       | W       | W       | W       | W       | V       | V       | V       | W       | V       |   |           |           |
| Rob Cross             | V       | V       | W       | W       | W       | W       | W       | V       | W       | W     | W       | W       | V       | G       | G       | G       | G       | V       | G       | V       |   |           |           |
| Daryl Gurney          | G       | V       | G       | V       | G       | G       | W       | W       | G       | W     | W       | V       | V       | V       | W       | G       | G       | G       | G       |         |   |           |           |
| Raymond van Barneveld | G       | W       | V       | V       | W       | G       | W       | V       | V       | V     | V       | W       | W       | W       | W       | G       | G       | W       | G       |         |   |           |           |
| Peter Wright          | G       | W       | V       | G       | V       | V       | V       | G       | G       | V     | W       | W       | W       | G       | G       | V       | V       | W       | G       |         |   |           |           |
| Simon Whitlock        | W       | W       | W       | V       | V       | G       | V       | G       | W       | V     | V       | V       | V       | V       | V       | W       | W       | V       | G       |         |   |           |           |
| Mensur Suljović       | V       | V       | V       | W       | W       | V       | V       | V       | V       |       |         |         |         |         |         |         |         |         |         |         |   |           |           |
| Gerwyn Price          | G       | V       | G       | V       | V       | V       | V       | V       | V       |       |         |         |         |         |         |         |         |         |         |         |   |           |           |

- NB: W = Gewonnen, G = Gelijk, V = Verloren, NG = Niet gespeeld

## Uitslagen

### Groepsfase (fase 1)

#### Speelronde 1 (1 februari)
3Arena, Dublin
|                                     | Gemiddelde | Score | Gemiddelde |                       |
| ----------------------------------- | ---------- | ----- | ---------- | --------------------- |
| Mensur Suljović                     | 103.71     | 5 - 7 | 106.40     | Simon Whitlock        |
| Gary Anderson                       | 82.46      | 5 - 7 | 89.12      | Michael Smith         |
| Daryl Gurney                        | 93.23      | 6 - 6 | 94.03      | Raymond van Barneveld |
| Michael van Gerwen                  | 100.80     | 7 - 2 | 98.85      | Rob Cross             |
| Peter Wright                        | 92.93      | 6 - 6 | 93.51      | Gerwyn Price          |
| Avondgemiddelde: 95.50              |            |       |            |                       |
| Hoogste uitgooi: Simon Whitlock 160 |            |       |            |                       |
| Meeste 180s: Daryl Gurney 5         |            |       |            |                       |
| Avond 180s: 25                      |            |       |            |                       |

#### Speelronde 2 (8 februari)
Motorpoint Arena, Cardiff
|                                         | Gemiddelde | Score | Gemiddelde |                 |
| --------------------------------------- | ---------- | ----- | ---------- | --------------- |
| Michael Smith                           | 99.15      | 7 - 4 | 101.96     | Daryl Gurney    |
| Rob Cross                               | 87.74      | 1 - 7 | 92.83      | Simon Whitlock  |
| Michael van Gerwen                      | 101.12     | 5 - 7 | 101.04     | Peter Wright    |
| Gerwyn Price                            | 92.71      | 3 - 7 | 99.22      | Gary Anderson   |
| Raymond van Barneveld                   | 100.69     | 7 - 5 | 103.33     | Mensur Suljović |
| Avondgemiddelde: 97.98                  |            |       |            |                 |
| Hoogste uitgooi: Michael van Gerwen 170 |            |       |            |                 |
| Meeste 180s: Gary Anderson 5            |            |       |            |                 |
| Avond 180s: 28                          |            |       |            |                 |

#### Speelronde 3 (15 februari)
Metro Radio Arena, Newcastle
|                                    | Gemiddelde | Score | Gemiddelde |                       |
| ---------------------------------- | ---------- | ----- | ---------- | --------------------- |
| Mensur Suljović                    | 91.15      | 2 - 7 | 94.80      | Michael Smith         |
| Daryl Gurney                       | 95.97      | 6 - 6 | 93.22      | Gerwyn Price          |
| Peter Wright                       | 102.32     | 4 - 7 | 98.46      | Rob Cross             |
| Gary Anderson                      | 110.79     | 3 - 7 | 110.62     | Michael van Gerwen    |
| Simon Whitlock                     | 94.34      | 7 - 4 | 93.29      | Raymond van Barneveld |
| Avondgemiddelde: 98.50             |            |       |            |                       |
| Hoogste uitgooi: Gary Anderson 170 |            |       |            |                       |
| Meeste 180s: Michael van Gerwen 7  |            |       |            |                       |
| Avond 180s: 32                     |            |       |            |                       |

#### Speelronde 4 (22 februari)
Mercedes-Benz Arena, Berlijn
|                                              | Gemiddelde | Score | Gemiddelde |                       |
| -------------------------------------------- | ---------- | ----- | ---------- | --------------------- |
| Michael Smith                                | 87.32      | 7 - 3 | 85.60      | Simon Whitlock        |
| Gerwyn Price                                 | 90.87      | 3 - 7 | 106.20     | Mensur Suljović       |
| Michael van Gerwen                           | 103.42     | 7 - 2 | 96.90      | Daryl Gurney          |
| Rob Cross                                    | 96.46      | 7 - 3 | 88.60      | Raymond van Barneveld |
| Peter Wright                                 | 104.65     | 6 - 6 | 105.25     | Gary Anderson         |
| Avondgemiddelde: 96.53                       |            |       |            |                       |
| Hoogste uitgooi: Gary Anderson 150           |            |       |            |                       |
| Meeste 180s: Gary Anderson & Michael Smith 5 |            |       |            |                       |
| Avond 180s: 31                               |            |       |            |                       |

#### Speelronde 5 (1 maart)
Vanwege het winterse weer in Exeter werd deze avond afgelast. Op 5 maart werd besloten om deze speelronde in te halen op donderdag 5 april in Liverpool, wat dan Judgement Night wordt.
 Westpoint Arena, Exeter
|                       | Gemiddelde | Score    | Gemiddelde |                    |
| --------------------- | ---------- | -------- | ---------- | ------------------ |
| Gary Anderson         |            | Afgelast |            | Rob Cross          |
| Daryl Gurney          |            | Afgelast |            | Peter Wright       |
| Mensur Suljović       |            | Afgelast |            | Michael van Gerwen |
| Raymond van Barneveld |            | Afgelast |            | Michael Smith      |
| Simon Whitlock        |            | Afgelast |            | Gerwyn Price       |
| Avondgemiddelde:      |            |          |            |                    |
| Hoogste uitgooi:      |            |          |            |                    |
| Meeste 180s:          |            |          |            |                    |
| Avond 180s:           |            |          |            |                    |

#### Speelronde 6 (8 maart)
First Direct Arena, Leeds
|                                                        | Gemiddelde | Score | Gemiddelde |                       |
| ------------------------------------------------------ | ---------- | ----- | ---------- | --------------------- |
| Michael van Gerwen                                     | 100.17     | 7 - 4 | 92.28      | Simon Whitlock        |
| Gerwyn Price                                           | 89.01      | 5 - 7 | 91.65      | Raymond van Barneveld |
| Peter Wright                                           | 91.54      | 1 - 7 | 103.01     | Mensur Suljović       |
| Gary Anderson                                          | 99.54      | 6 - 6 | 94.62      | Daryl Gurney          |
| Rob Cross                                              | 96.22      | 7 - 5 | 92.61      | Michael Smith         |
| Avondgemiddelde: 95.07                                 |            |       |            |                       |
| Hoogste uitgooi: Rob Cross & Raymond van Barneveld 121 |            |       |            |                       |
| Meeste 180s: Rob Cross 5                               |            |       |            |                       |
| Avond 180s: 24                                         |            |       |            |                       |

#### Speelronde 7 (15 maart)
Capital FM Arena, Nottingham
|                                                     | Gemiddelde | Score | Gemiddelde |                    |
| --------------------------------------------------- | ---------- | ----- | ---------- | ------------------ |
| Michael Smith                                       | 95.02      | 7 - 1 | 82.91      | Peter Wright       |
| Simon Whitlock                                      | 96.38      | 6 - 6 | 99.11      | Daryl Gurney       |
| Mensur Suljović                                     | 94.65      | 2 - 7 | 106.49     | Rob Cross          |
| Gerwyn Price                                        | 92.91      | 3 - 7 | 104.80     | Michael van Gerwen |
| Raymond van Barneveld                               | 92.48      | 6 - 6 | 93.67      | Gary Anderson      |
| Avondgemiddelde: 95.84                              |            |       |            |                    |
| Hoogste uitgooi: Michael van Gerwen 152             |            |       |            |                    |
| Meeste 180s: Daryl Gurney & Raymond van Barneveld 4 |            |       |            |                    |
| Avond 180s: 22                                      |            |       |            |                    |

#### Speelronde 8 (22 maart)
The SSE Hydro, Glasgow
|                                         | Gemiddelde | Score | Gemiddelde |                       |
| --------------------------------------- | ---------- | ----- | ---------- | --------------------- |
| Daryl Gurney                            | 98.63      | 7 - 3 | 96.26      | Mensur Suljović       |
| Michael van Gerwen                      | 101.56     | 7 - 2 | 92.41      | Michael Smith         |
| Gary Anderson                           | 102.68     | 7 - 4 | 104.13     | Simon Whitlock        |
| Peter Wright                            | 88.18      | 1 - 7 | 99.76      | Raymond van Barneveld |
| Rob Cross                               | 102.57     | 7 - 1 | 92.42      | Gerwyn Price          |
| Avondgemiddelde: 97.86                  |            |       |            |                       |
| Hoogste uitgooi: Michael van Gerwen 148 |            |       |            |                       |
| Meeste 180s: Gary Anderson 6            |            |       |            |                       |
| Avond 180s: 22                          |            |       |            |                       |

#### Speelronde 9 (29 maart)
The SSE Arena, Belfast
|                                    | Gemiddelde | Score | Gemiddelde |                    |
| ---------------------------------- | ---------- | ----- | ---------- | ------------------ |
| Mensur Suljović                    | 97.94      | 5 - 7 | 96.91      | Gary Anderson      |
| Michael Smith                      | 93.84      | 7 - 2 | 87.44      | Gerwyn Price       |
| Raymond van Barneveld              | 96.82      | 2 - 7 | 104.47     | Michael van Gerwen |
| Daryl Gurney                       | 98.53      | 7 - 5 | 100.16     | Rob Cross          |
| Simon Whitlock                     | 98.20      | 6 - 6 | 98.64      | Peter Wright       |
| Avondgemiddelde: 97.30             |            |       |            |                    |
| Hoogste uitgooi: Michael Smith 160 |            |       |            |                    |
| Meeste 180s: Daryl Gurney 9        |            |       |            |                    |
| Avond 180s: 36                     |            |       |            |                    |

#### Judgement Night (5 april)
Echo Arena, Liverpool
|                                     | Gemiddelde | Score | Gemiddelde |                    |
| ----------------------------------- | ---------- | ----- | ---------- | ------------------ |
| Simon Whitlock                      | 81.94      | 7 - 3 | 76.94      | Gerwyn Price       |
| Raymond van Barneveld               | 96.58      | 0 - 7 | 103.15     | Michael Smith      |
| Gary Anderson                       | 95.09      | 5 - 7 | 92.28      | Rob Cross          |
| Mensur Suljović                     | 95.39      | 4 - 7 | 106.34     | Michael van Gerwen |
| Daryl Gurney                        | 98.67      | 6 - 6 | 99.78      | Peter Wright       |
| Avondgemiddelde: 94.62              |            |       |            |                    |
| Hoogste uitgooi: Simon Whitlock 164 |            |       |            |                    |
| Meeste 180s: Michael van Gerwen 10  |            |       |            |                    |
| Avond 180s: 36                      |            |       |            |                    |

### Groepsfase (fase 2)

#### Speelronde 10 (12 april)
FlyDSA Arena, Sheffield
|                                            | Gemiddelde | Score | Gemiddelde |                    |
| ------------------------------------------ | ---------- | ----- | ---------- | ------------------ |
| Raymond van Barneveld                      | 94.16      | 3 - 7 | 102.76     | Daryl Gurney       |
| Gary Anderson                              | 104.26     | 7 - 2 | 96.22      | Peter Wright       |
| Simon Whitlock                             | 89.58      | 1 - 7 | 102.37     | Michael van Gerwen |
| Michael Smith                              | 96.34      | 5 - 7 | 106.26     | Rob Cross          |
| Raymond van Barneveld                      | 86.78      | 2 - 7 | 95.16      | Peter Wright       |
| Avondgemiddelde: 97.39                     |            |       |            |                    |
| Hoogste uitgooi: Raymond van Barneveld 158 |            |       |            |                    |
| Meeste 180s in 1 partij: Daryl Gurney 5    |            |       |            |                    |
| Avond 180s: 25                             |            |       |            |                    |

#### Speelronde 11 (18 april)
Op 1 maart werd de speelronde in Exeter afgelast wegens hevige sneeuwval. Hierdoor werd Judgement Night verzet naar de avond in Liverpool. Om het aantal avonden tussen Judgement Night en de play-offs gelijk te houden is deze extra avond in Rotterdam ingepland.
 Rotterdam Ahoy, Rotterdam
|                                                                          | Gemiddelde | Score | Gemiddelde |                    |
| ------------------------------------------------------------------------ | ---------- | ----- | ---------- | ------------------ |
| Michael Smith                                                            | 96.00      | 2 - 7 | 109.91     | Gary Anderson      |
| Rob Cross                                                                | 96.09      | 7 - 4 | 91.71      | Daryl Gurney       |
| Raymond van Barneveld                                                    | 101.44     | 7 - 3 | 89.49      | Simon Whitlock     |
| Peter Wright                                                             | 99.08      | 7 - 5 | 106.87     | Michael van Gerwen |
| Rob Cross                                                                | 98.22      | 3 - 7 | 99.87      | Gary Anderson      |
| Avondgemiddelde: 98.87                                                   |            |       |            |                    |
| Hoogste uitgooi: Michael van Gerwen 148                                  |            |       |            |                    |
| Meeste 180s in 1 partij: Michael van Gerwen, Rob Cross & Gary Anderson 4 |            |       |            |                    |
| Avond 180s: 28                                                           |            |       |            |                    |

#### Speelronde 12 (19 april)
Rotterdam Ahoy, Rotterdam
|                                          | Gemiddelde | Score | Gemiddelde |                       |
| ---------------------------------------- | ---------- | ----- | ---------- | --------------------- |
| Simon Whitlock                           | 90.58      | 1 - 7 | 97.46      | Michael Smith         |
| Daryl Gurney                             | 93.00      | 3 - 7 | 109.73     | Gary Anderson         |
| Rob Cross                                | 96.44      | 6 - 6 | 92.22      | Peter Wright          |
| Michael van Gerwen                       | 103.73     | 5 - 7 | 95.21      | Raymond van Barneveld |
| Daryl Gurney                             | 99.20      | 7 - 1 | 85.28      | Simon Whitlock        |
| Avondgemiddelde: 96.29                   |            |       |            |                       |
| Hoogste uitgooi: Gary Anderson 170       |            |       |            |                       |
| Meeste 180s in 1 partij: Michael Smith 6 |            |       |            |                       |
| Avond 180s: 32                           |            |       |            |                       |

#### Speelronde 13 (26 april)
Manchester Arena, Manchester
|                                               | Gemiddelde | Score | Gemiddelde |                    |
| --------------------------------------------- | ---------- | ----- | ---------- | ------------------ |
| Peter Wright                                  | 97.86      | 1 - 7 | 104.86     | Michael Smith      |
| Daryl Gurney                                  | 100.16     | 6 - 6 | 104.96     | Michael van Gerwen |
| Simon Whitlock                                | 96.78      | 7 - 5 | 94.45      | Gary Anderson      |
| Raymond van Barneveld                         | 94.02      | 6 - 6 | 94.55      | Rob Cross          |
| Michael Smith                                 | 96.28      | 1 - 7 | 94.76      | Michael van Gerwen |
| Avondgemiddelde: 97.87                        |            |       |            |                    |
| Hoogste uitgooi: Daryl Gurney 156             |            |       |            |                    |
| Meeste 180s in 1 partij: Michael van Gerwen 5 |            |       |            |                    |
| Avond 180s: 30                                |            |       |            |                    |

#### Speelronde 14 (3 mei)
Barclaycard Arena, Birmingham
|                                   | Gemiddelde | Score | Gemiddelde |                       |
| --------------------------------- | ---------- | ----- | ---------- | --------------------- |
| Peter Wright                      | 93.05      | 7 - 4 | 90.68      | Simon Whitlock        |
| Rob Cross                         | 101.71     | 2 - 7 | 111.57     | Michael van Gerwen    |
| Daryl Gurney                      | 98.82      | 6 - 6 | 99.69      | Michael Smith         |
| Gary Anderson                     | 95.66      | 3 - 7 | 100.49     | Raymond van Barneveld |
| Avondgemiddelde: 98.96            |            |       |            |                       |
| Hoogste uitgooi: Daryl Gurney 167 |            |       |            |                       |
| Meeste 180s: Daryl Gurney 6       |            |       |            |                       |
| Avond 180s: 17                    |            |       |            |                       |

#### Speelronde 15 (10 mei)
GE Oil & Gas Arena, Aberdeen
|                                            | Gemiddelde | Score | Gemiddelde |                       |
| ------------------------------------------ | ---------- | ----- | ---------- | --------------------- |
| Michael Smith                              | 93.45      | 6 - 6 | 97.28      | Raymond van Barneveld |
| Simon Whitlock                             | 88.38      | 6 - 6 | 89.86      | Rob Cross             |
| Peter Wright                               | 97.47      | 6 - 6 | 88.05      | Daryl Gurney          |
| Michael van Gerwen                         | 100.42     | 5 - 7 | 98.71      | Gary Anderson         |
| Avondgemiddelde: 94.20                     |            |       |            |                       |
| Hoogste uitgooi: Raymond van Barneveld 126 |            |       |            |                       |
| Meeste 180s: Rob Cross 5                   |            |       |            |                       |
| Avond 180s: 28                             |            |       |            |                       |

### Play-offs

#### Final Night (17 mei)
The O2, Londen
|                                               | Gemiddelde | Score  | Gemiddelde |               |
| --------------------------------------------- | ---------- | ------ | ---------- | ------------- |
| Michael van Gerwen                            | 103.65     | 10 - 6 | 96.04      | Rob Cross     |
| Michael Smith                                 | 97.82      | 10 - 6 | 95.35      | Gary Anderson |
| Michael van Gerwen                            | 112.37     | 11 - 4 | 97.01      | Michael Smith |
| Avondgemiddelde: 100.37                       |            |        |            |               |
| Hoogste uitgooi: Michael van Gerwen 128       |            |        |            |               |
| Meeste 180s in 1 partij: Michael van Gerwen 9 |            |        |            |               |
| Avond 180s: 40                                |            |        |            |               |

|  | Halve finale                | Halve finale |  |                       | Finale                      | Finale |
|  |                             |              |  |                       |                             |        |
|  |                             |              |  |                       |                             |        |
|  | Michael van Gerwen (103.65) | 10           |  |                       |                             |        |
|  | Rob Cross (96.04)           | 6            |  |                       |                             |        |
|  |                             |              |  |                       | Michael van Gerwen (112.37) | 11     |
|  |                             |              |  | Michael Smith (97.01) | 4                           |        |
|  | Michael Smith (97.82)       | 10           |  |                       |                             |        |
|  | Gary Anderson (95.35)       | 6            |  |                       |                             |        |

2005 ·
2006 ·
2007 ·
2008 ·
2009 ·
2010 ·
2011 ·
2012 ·
2013 ·
2014 ·
2015 ·
2016 ·
2017 ·
2018 ·
2019 ·
2020 ·
2021 ·
2022 ·
2023 ·
2024 ·
2025